# Andrea Stefani
Andrea Edoardo Stefani (Milano, 15 ottobre 1969) è un ex assistente arbitrale di calcio italiano.

## Carriera
Si iscrive al corso arbitri della sezione di Milano nel 1986. Arriva fino alla CAN D come arbitro per poi passare a 28 anni ad assistente arbitrale. Nel 2007 viene nominato assistente internazionale dalla UEFA. È stato considerato uno dei migliori assistenti dell'AIA e della UEFA a cavallo degli anni 2000 e 2010. È il primo assistente della sezione di Milano a diventare internazionale.
Il 3 luglio 2010, con la scissione della C.A.N. A-B in C.A.N. A e C.A.N. B, viene inserito nell'organico della C.A.N. A.
Fino alla 16ª giornata della stagione sportiva 2012-2013, vanta 133 presenze in serie A tra cui alcune "classiche" del campionato (1 Derby di Roma, 4 Juventus-Roma, 2 Derby della Lanterna e a cui si aggiunge lo spareggio d'andata per l'accesso in serie B del 2009 tra Brescia e Livorno).
Il 20 maggio 2015 dirige la sua prima ed unica finale di Coppa Italia coadiuvando, insieme a Renato Faverani, l'arbitro Daniele Orsato.
Termina la sua carriera arbitrale il 30 giugno 2015 venendo dismesso per sopraggiunti limiti d'età insieme allo storico compagno Renato Faverani.
Il 4 luglio 2017 viene nominato membro della commissione arbitrale della CAN A, con a capo Nicola Rizzoli.

## Internazionale
Debutta come assistente internazionale il 22 febbraio 2007 a Pamplona nella gara Osasuna-Bordeaux valida per il ritorno dei sedicesimi di finale di Coppa UEFA.
Nel 2011 è stato designato per la partita inaugurale dei Campionati del Mondo per Club a Toyota (Giappone).
Nel 2012 è selezionato per gli Europei di calcio in Polonia ed Ucraina, nel team arbitrale capitanato dal connazionale Nicola Rizzoli.
Il 20 maggio 2013 viene designato in occasione della finale dell'edizione 2012-13 della Champions League, tra Borussia Dortmund e Bayern Monaco a Wembley, diretta dal connazionale Nicola Rizzoli.
Il 15 gennaio 2014 viene selezionato, sempre insieme all'arbitro Nicola Rizzoli ed al primo assistente Renato Faverani, per il Campionato mondiale di calcio 2014 in Brasile.
Viene poi selezionato per le partite: Spagna-Paesi Bassi del 13 giugno 2014, delicata rivincita della finale mondiale del Sudafrica soprattutto dopo le critiche agli arbitraggi della partita inaugurale; Nigeria-Argentina del 21 giugno 2014; e il quarto di finale del 5 luglio 2014 Argentina-Belgio; e la finale del campionato mondiale di calcio 2014 tra Germania e Argentina.
Il 31 dicembre 2014 termina la sua esperienza internazionale durata 7 anni, venendo ritirato dalle liste.

## Finale della Coppa Del Mondo 2014 in Brasile
Al Campionato Mondiale di Calcio 2014 viene designato dall'équipe di Massimo Busacca, sempre insieme ai colleghi Nicola Rizzoli e Renato Faverani, per dirigere la finale dei Campionati del Mondo 2014 fra Argentina e Germania in programma il 13 luglio 2014. 
Stefani, insieme a Faverani, è il secondo assistente italiano a partecipare a una finale mondiale dopo Vincenzo Orlandini nel 1954.

## L'europeo Under 21 Italia 2019
Andrea Stefani viene nominato Project Leader nell'organizzazione del campionato europeo Under 21 del 2019 insieme al presidente Alessandro Costacurta.